# Arragonia arabica
Arragonia arabica är en fjärilsart som beskrevs av László Anthony Gozmány. Arragonia arabica ingår i släktet Arragonia, underfamiljen spillningsmalar och familjen guldfläcksmalar. Inga underarter finns listade i Catalogue of Life.